# Urban Trad
Urban Trad — бельгийская фолк и поп-группа, принимавшая участие в конкурсе «Евровидение» 2003 года от Бельгии.

## История
Группа была создана в 2000 году Ивом Барбье и тогда же выпустила первый альбом — One O Four. В 2003 году Urban Trad выступили на конкурсе «Евровидение» в Риге с песней Sanomi, написанной на вымышленном языке. За несколько месяцев до конкурса организаторы запретили участвовать в нём основной вокалистке группы — Суткин Колье, которая была обвинена в нацистских симпатиях. В результате песня существует в двух вариантах — альбомном и конкурсном, где вокал Суткин Колье отсутствует. После конкурса Суткин удалось доказать свою невиновность в суде. В Риге Urban Trad выступили успешно, набрав 165 баллов, и уступив всего два балла победителю — Сертаб Эренер из Турции.
Выпущенный в том же году альбом Kerua с этой песней пользовался значительной популярностью. После этого группа выпустила альбомы Elem (2004) и Erbalunga (2007). В 2012 группа объявила о прекращении выступлений, но затем собралась вновь, в 2015. Окончательно Urban Trad объявили о своём распаде в январе 2020 года.